# Ponciano Navarro
Ponciano Navarro (? - 1912) originario de Tula (Tamaulipas), revolucionario mexicano. Fue el principal líder de la causa revolucionaria en la región de la Huasteca. 

## Biografía
En agosto de 1910, Ponciano Navarro llegó a la Huasteca Potosina para llevar a cabo propaganda política en contra del presidente Porfirio Díaz. Realizó proselitismo entre los caciques e incluso empleados de gobierno.
Logró reunir a 700 hombres afines a sus ideales y planeó levantarse en armas entre el 10 y 12 de agosto de 1910, en lo que muchos consideran el primer intento de insurrección de la Revolución Mexicana. Estos planes se frustraron debido a que fue delatado ante las autoridades quienes enviaron rurales y el 4º Batallón para apresarlo. Navarro y otros aliados pudieron huir a la sierra pero poco después fue capturado y encarcelado junto con otros.
El 29 de diciembre de 1911 encabezó la mayor fuga de prisioneros en el país: setecientos prisioneros se escaparon de una penitenciaría en San Luis Potosí.  Huyó a la región de Ciudad Valles donde reclutó algunos de sus antiguos seguidores. El 15 de abril de 1912, la partida de revolucionarios se acercó al rancho de Gamuza del Estado de Veracruz. 
El día 6 de mayo de 1912, al frente de un grupo de trescientos rebeldes, Ponciano Navarro y Apolonio Treviño atacaron Tancanhuitz. La resistencia de los defensores permitió el arribo de un grupo de cien federales. Los revolucionarios, atrapados entre dos fuegos, fueron derrotados. Ponciano Navarro falleció en combate.